# 神保原站
神保原站（日语：／ Jimbohara eki */?）是東日本旅客鐵道（JR東日本）的鐵路車站，位於埼玉縣兒玉郡上里町大字神保原町。
本站是埼玉縣最北的車站。此外，本站也是高崎線內安裝東京圈輸送管理系統監視器的北端車站。

## 車站結構
側式月台1面1線與島式月台1面2線，合計2面3線的地面車站。

### 月台配置
| 月台 | 路線    | 方向 | 目的地                                                      | 備註              |
| ---- | ------- | ---- | ----------------------------------------------------------- | ----------------- |
| 1、2 | ■高崎線 | 上行 | 大宮、東京、新宿、橫濱方向 （包括■湘南新宿線、■上野東京線） | 2號月台為待避列車 |
| 2、3 | ■高崎線 | 下行 | 高崎、前橋方向                                              | 2號月台為待避列車 |

（來源：JR東日本:車站構內圖）

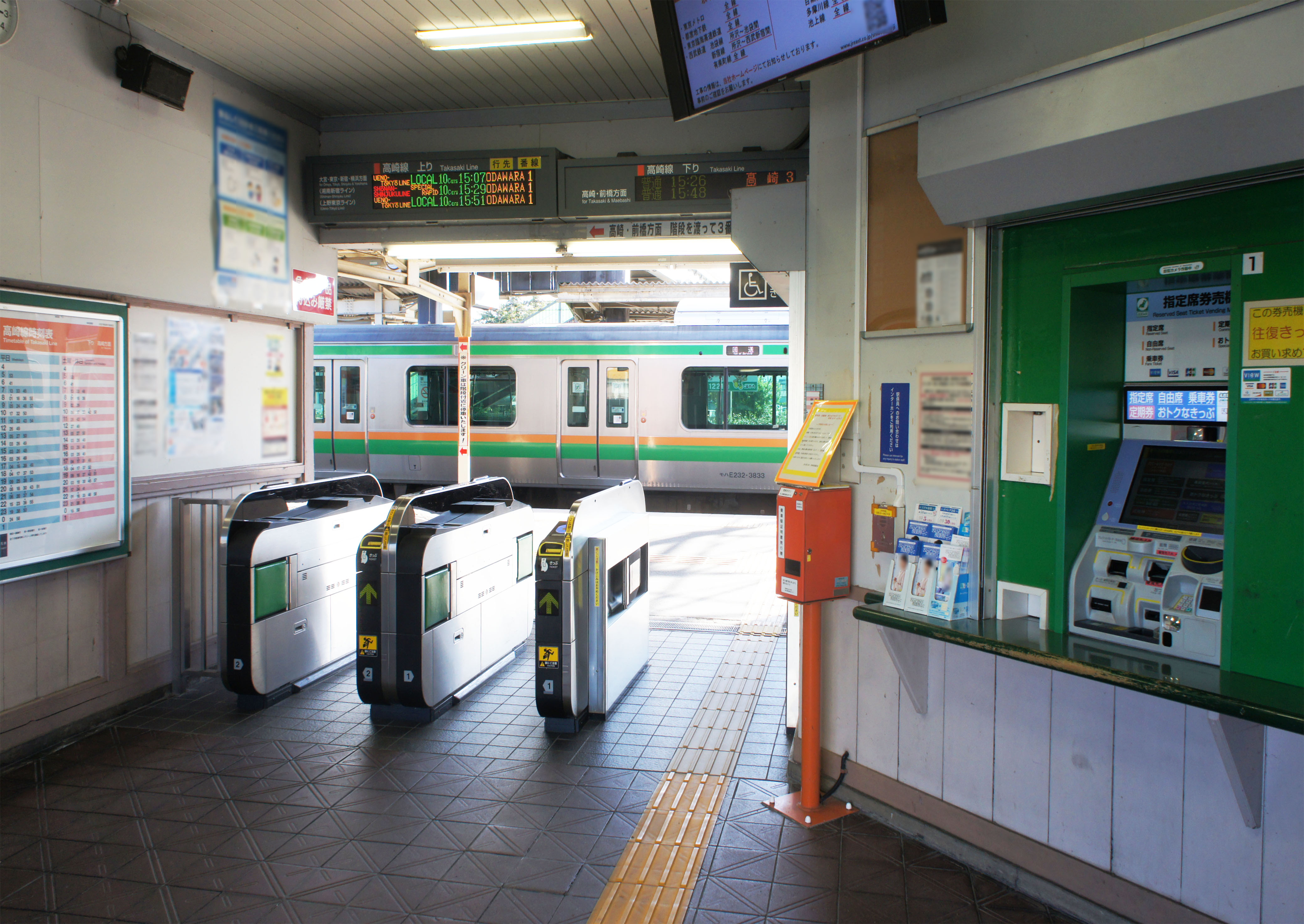
閘口（2021年10月）
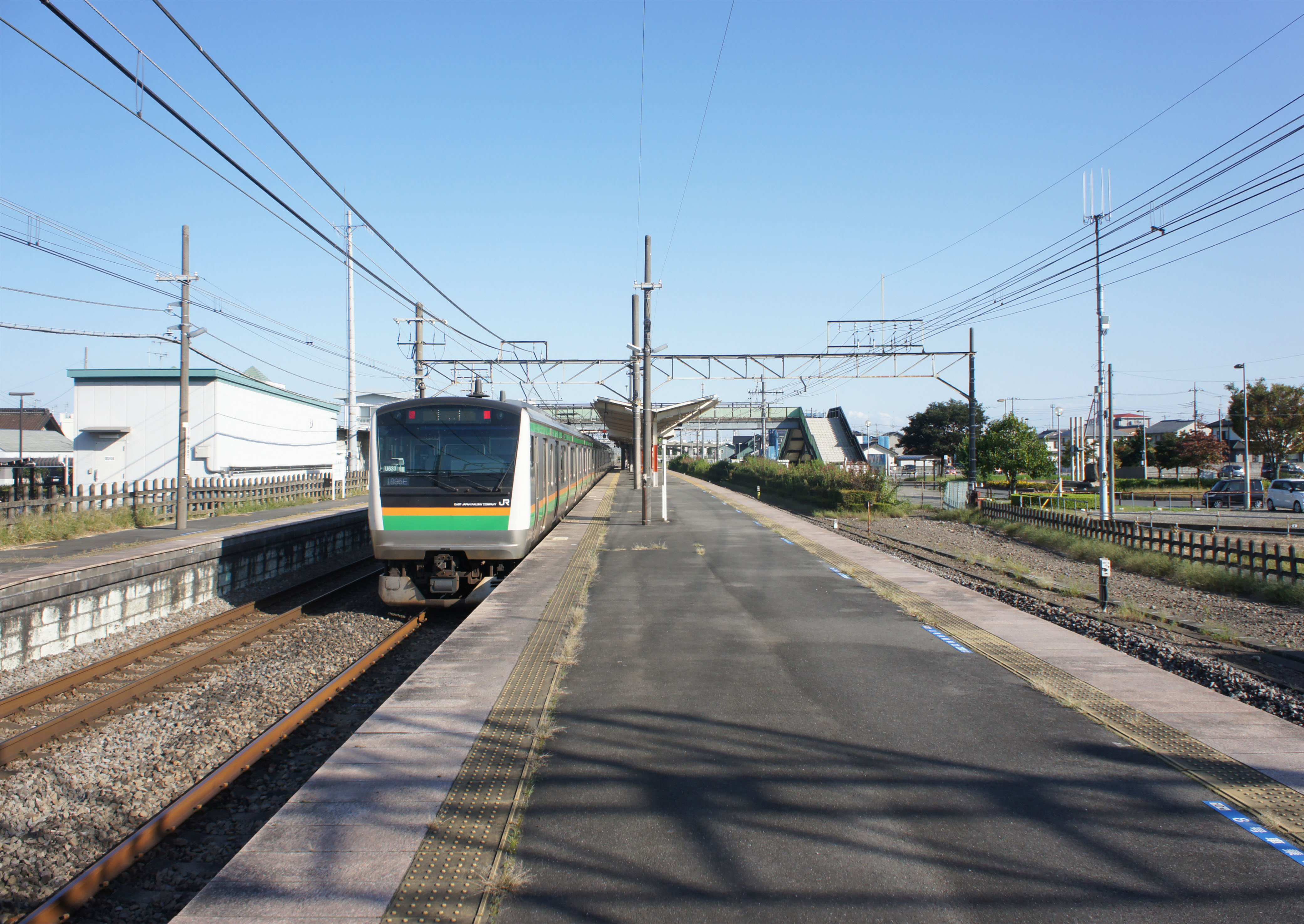
月台（2021年10月）

## 使用情況
2019年（令和元年）度1日平均上車人次為2,799人。高崎線內僅次於倉賀野站上車人次第2少。
根據JR東日本與埼玉縣統計年鑑，近年1日平均上車人次推移如下表。
| 年度               | 1日平均 上車人次 | 來源     |
| ------------------ | ---------------- | -------- |
| 1990年（平成02年） | 2,343            |          |
| 1991年（平成03年） | 2,485            |          |
| 1992年（平成04年） | 2,612            |          |
| 1993年（平成05年） | 2,634            |          |
| 1994年（平成06年） | 2,679            |          |
| 1995年（平成07年） | 2,648            |          |
| 1996年（平成08年） | 2,586            |          |
| 1997年（平成09年） | 2,568            |          |
| 1998年（平成10年） | 2,613            |          |
| 1999年（平成11年） | 2,621            | [ * 1 ]  |
| 2000年（平成12年） | 2,772            | [ * 2 ]  |
| 2001年（平成13年） | 2,860            | [ * 3 ]  |
| 2002年（平成14年） | 2,832            | [ * 4 ]  |
| 2003年（平成15年） | 2,863            | [ * 5 ]  |
| 2004年（平成16年） | 2,770            | [ * 6 ]  |
| 2005年（平成17年） | 2,801            | [ * 7 ]  |
| 2006年（平成18年） | 2,791            | [ * 8 ]  |
| 2007年（平成19年） | 2,799            | [ * 9 ]  |
| 2008年（平成20年） | 2,887            | [ * 10 ] |
| 2009年（平成21年） | 2,782            | [ * 11 ] |
| 2010年（平成22年） | 2,822            | [ * 12 ] |
| 2011年（平成23年） | 2,841            | [ * 13 ] |
| 2012年（平成24年） | 2,881            | [ * 14 ] |
| 2013年（平成25年） | 2,928            | [ * 15 ] |
| 2014年（平成26年） | 2,822            | [ * 16 ] |
| 2015年（平成27年） | 2,827            | [ * 17 ] |
| 2016年（平成28年） | 2,836            | [ * 18 ] |
| 2017年（平成29年） | 2,868            | [ * 19 ] |
| 2018年（平成30年） | 2,828            | [ * 20 ] |
| 2019年（令和元年） | 2,799            |          |

## 歷史
- 1897年（明治30年）11月15日－日本鐵道神保原站開業。
- 1906年（明治39年）11月1日－日本鐵道被國有化，成為日本國鐵的車站。
- 1909年（明治42年）10月12日－日本國鐵重編路線，本站成為高崎線車站。
- 1987年（昭和62年）4月1日－國鐵分割民營化，本站由JR東日本接手管理。
- 2001年（平成13年）11月18日－智能卡系統Suica正式投入服務。
- 2005年（平成17年）2月1日－自動剪票機投入服務。
- 2006年（平成18年）2月23日－劃位車票售票機投入服務。
- 2012年（平成24年）
  - 2月20日－停用。
  - 2月21日－多用途售票機啟用。

## 相鄰車站
東日本旅客鐵道
■高崎線
■特別快速、■快速「Urban」、■普通
本庄－神保原－新町

### 使用情況
1. ↑  埼玉県統計年鑑 （页面存档备份，存于） - 埼玉県

JR東日本2000年度以後上車人次
1. ↑  各駅の乗車人員（2000年度） （页面存档备份，存于） - JR東日本
2. ↑  各駅の乗車人員（2001年度） （页面存档备份，存于） - JR東日本
3. ↑  各駅の乗車人員（2002年度） （页面存档备份，存于） - JR東日本
4. ↑  各駅の乗車人員（2003年度） （页面存档备份，存于） - JR東日本
5. ↑  各駅の乗車人員（2004年度） （页面存档备份，存于） - JR東日本
6. ↑  各駅の乗車人員（2005年度） （页面存档备份，存于） - JR東日本
7. ↑  各駅の乗車人員（2006年度） （页面存档备份，存于） - JR東日本
8. ↑  各駅の乗車人員（2007年度） （页面存档备份，存于） - JR東日本
9. ↑  各駅の乗車人員（2008年度） （页面存档备份，存于） - JR東日本
10. ↑  各駅の乗車人員（2009年度） （页面存档备份，存于） - JR東日本
11. ↑  各駅の乗車人員（2010年度） （页面存档备份，存于） - JR東日本
12. ↑  各駅の乗車人員（2011年度） （页面存档备份，存于） - JR東日本
13. ↑  各駅の乗車人員（2012年度） （页面存档备份，存于） - JR東日本
14. ↑  各駅の乗車人員（2013年度） （页面存档备份，存于） - JR東日本
15. ↑  各駅の乗車人員（2014年度） （页面存档备份，存于） - JR東日本
16. ↑  各駅の乗車人員（2015年度） （页面存档备份，存于） - JR東日本
17. ↑  各駅の乗車人員（2016年度） （页面存档备份，存于） - JR東日本
18. ↑  各駅の乗車人員（2017年度） （页面存档备份，存于） - JR東日本
19. ↑  各駅の乗車人員（2018年度） （页面存档备份，存于） - JR東日本
20. ↑  各駅の乗車人員（2019年度） （页面存档备份，存于） - JR東日本

埼玉縣統計年鑑
1. ↑  .   [2020-05-15]. （原始内容存档于2020-02-02）.
2. ↑  .   [2020-05-15]. （原始内容存档于2020-02-02）.
3. ↑  .   [2020-05-15]. （原始内容存档于2020-02-02）.
4. ↑  .   [2020-05-15]. （原始内容存档于2020-02-02）.
5. ↑  .   [2020-05-15]. （原始内容存档于2020-02-02）.
6. ↑  .   [2020-05-15]. （原始内容存档于2020-02-02）.
7. ↑  .   [2020-05-15]. （原始内容存档于2020-02-02）.
8. ↑  .   [2020-05-15]. （原始内容存档于2020-02-02）.
9. ↑  .   [2020-05-15]. （原始内容存档于2020-02-02）.
10. ↑  .   [2020-05-15]. （原始内容存档于2020-02-02）.
11. ↑  .   [2020-05-15]. （原始内容存档于2020-02-02）.
12. ↑  .   [2020-05-15]. （原始内容存档于2020-02-02）.
13. ↑  .   [2020-05-15]. （原始内容存档于2020-02-02）.
14. ↑  .   [2020-05-15]. （原始内容存档于2020-02-02）.
15. ↑  .   [2020-05-15]. （原始内容存档于2020-02-02）.
16. ↑  .   [2020-05-15]. （原始内容存档于2020-02-02）.
17. ↑  .   [2020-05-15]. （原始内容存档于2020-02-02）.
18. ↑  .   [2020-05-15]. （原始内容存档于2020-02-02）.
19. ↑  .   [2020-05-15]. （原始内容存档于2020-02-02）.
20. ↑  .   [2020-05-15]. （原始内容存档于2020-03-18）.

## 外部連結
- 車站資訊（神保原）：東日本旅客鐵道

36°15′13″N 139°08′57″E / 36.253735°N 139.149294°E